# Rustam Saparow
Rustam Saparow (10 aprile 1978) è un ex calciatore turkmeno, di ruolo centrocampista.

## Carriera

### Club
Dopo aver giocato al Garagum, nel 2003 è passato al Nebitçi. Nel 2008 è stato acquistato dall'Aşgabat.

### Nazionale
Ha debuttato in Nazionale il 19 ottobre 2003, in Turkmenistan-Emirati Arabi Uniti (1-0). Ha messo a segno la sua prima rete con la maglia della Nazionale il 18 maggio 2008, nell'amichevole Oman-Turkmenistan (2-1), in cui ha siglato la rete del momentaneo 1-1 al minuto 48. Ha collezionato in totale, con la maglia della Nazionale, 17 presenze e una rete.

## Palmarès

### Club

#### Competizioni nazionali
- Campionato di calcio del Turkmenistan: 2

Nebitçi: 2004
Aşgabat: 2008
- Coppa del Turkmenistan: 3

Garagum: 2002
Nebitçi: 2003, 2004